# Odontivalvia
Odontivalvia és un gènere monotípic d'arnes de la família Crambidae. Conté només una espècie, Odontivalvia radialis, que es troba a Amèrica del Nord, on s'ha registrat a Texas.
Les larves s'alimenten de Leucophyllum minus. Creen túnels de seda que uneixen les branques de la planta hoste.